# Lasiocarpin
Lasiocarpin ist eine Naturstoff aus der Gruppe der Pyrrolizidinalkaloide. Es ist der Diester von Heliotridin mit Angelica- und Lasiocarpinsäure.

## Vorkommen

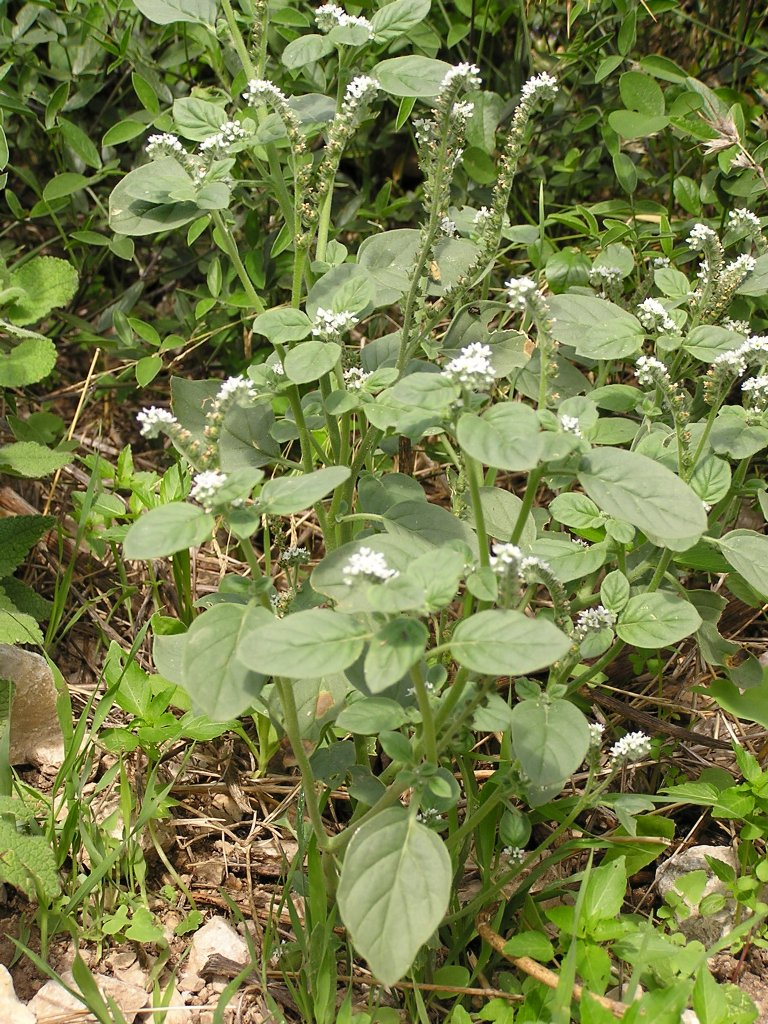
Heliotropium europaeum

Lasiocarpin ist eines der wichtigsten toxischen Alkaloide von Heliotropium lasiocarpum, Heliotropium europaeum (das in Australien eine ständige Ursache für chronische Lebererkrankungen bei Schafen ist) und weiterer Heliotropium Arten. Die Verbindung wurde auch in einer Honigprobe nachgewiesen.
In der Großblatt-Pappel (Populus lasiocarpa) wurden daneben noch weitere verwandte Verbindungen, darunter Lasiocarpin A, B und C, gefunden.

## Eigenschaften
Lasiocarpin ist ein farb- und geruchloser Feststoff, der schwer löslich in Wasser ist. Er besitzt eine orthorhombische Kristallstruktur mit der Raumgruppe P212121 (Raumgruppen-Nr. 19).

## Regulierung
Über den Safe Drinking Water and Toxic Enforcement Act of 1986 besteht in Kalifornien seit 1. April 1988 eine Kennzeichnungspflicht für Produkte, die Lasiocarpin enthalten.

## Externe Links zu erwähnten Verbindungen
1. ↑  Externe Identifikatoren von bzw. Datenbank-Links zu Heliotridin:  CAS-Nr.: 520-63-8, PubChem: 442736, ChemSpider: 391082, Wikidata: Q27106843.
2. ↑  Externe Identifikatoren von bzw. Datenbank-Links zu Lasiocarpinsäure:  CAS-Nr.: 156302-41-9, Wikidata: Q126708640.
3. ↑  Externe Identifikatoren von bzw. Datenbank-Links zu Lasiocarpin A:  CAS-Nr.: 65556-57-2, PubChem: 46886813, Wikidata: Q104997385.
4. ↑  Externe Identifikatoren von bzw. Datenbank-Links zu Lasiocarpin B:  CAS-Nr.: 65526-89-8, PubChem: 46886814, Wikidata: Q126708606.
5. ↑  Externe Identifikatoren von bzw. Datenbank-Links zu Lasiocarpin C:  CAS-Nr.: 65526-90-1, PubChem: 101316991, Wikidata: Q105347021.